# Kemal Kılıçdaroğlu
Kemal Kılıçdaroğlu (født 17. december 1948) er en tyrkisk socialdemokratisk politiker, der er leder af det Republikanske Folkeparti (tyrkisk: Cumhuriyet Halk Partisi; forkortet CHP) og har været ledende figur i oppositionen i Tyrkiet siden 2010. Han har været medlem af parlamentet for Istanbuls andet valgdistrikt fra 2002 til 2015 og er nu medlem for İzmirs andet valgdistrikt pr. 7. juni 2015.
Før han gik ind i politik var Kılıçdaroğlu tjenestemand og fungerede som formand for socialforsikringsinstitutionen (SSK) fra 1992 til 1996 og igen fra 1997 til 1999. Han blev valgt til parlamentet ved valget i 2002 og blev CHP's politiske leder. Ved lokalvalget i 2009 blev han nomineret som CHP-kandidat til borgmesterposten i Istanbul, men tabte til AKP ("Retfærdigheds- og Udviklingspartiet") med 37% af stemmerne, hvor kandidaten fra AKP fik 44,71% af stemmerne. Han blev valgt som næstformand for Socialistisk Internationale den 31. august 2012.
Efter Deniz Baykals tilbagetrædelse som partileder i 2010, meddelte Kılıçdaroğlu sin kandidatur og blev enstemmigt valgt som leder af CHP. Han blev blev set som et friskt pust for CHP, men selvom det Republikanske Folkeparti oplevede en fremgang i antal stemmer, vandt partiet ikke valget.
Han er præsidentkandidat for det tyrkiske præsidentvalg i 2023.